# Infantaria de Marinha (Espanha)
O Corpo de Infantaria de Marinha é uma unidade de operações anfíbias de elite enquadrada dentro da Armada Espanhola. É a infantaria de marinha mais antiga do mundo, criada em 27 de fevereiro de 1537 pelo rei Carlos I. As funções principais dos Infantes de Marinha é sua especialização em operações anfíbias bem como sua capacidade operacional tanto por mar como por terra, isto é, projeção do poder naval mediante o uso de forças anfíbias sobre uma costa hostil ou potencialmente hostil. O Corpo equivalente mais conhecido são os "Marines" dos EUA.
Sua capacidade para embarcar em pouco tempo junto com apoios aéreos e terrestres orgânicos da Armada, convertem-na numa unidade de alto valor estratégico por seu alto grau de adestramento, capacidade e possibilidade de posicionar-se de forma rápida e discreta em águas internacionais; constituindo um fator de dissuasão considerável.

## História
A Infantaria de Marinha da Espanha tem sua origem nos Terços Velhos, unidades de infantaria inicialmente destinadas a ir embarcada em navios, coisa que se fazia de forma temporária para realizar campanhas ou combates específicos. A diferença surge quando se decide que estas tropas deviam ter uma dedicação exclusiva à guerra naval. A Infantaria de Marinha da Espanha é a mais antiga do mundo. Foi criada por Carlos I em 27 de fevereiro de 1537 ao atribuir de forma permanente às esquadras de galés do Mediterrâneo as companhias velhas do mar de Nápoles. No entanto, foi Felipe II o que criou o conceito atual de Força de desembarque.
Depois do desaparecimento da esquadra de galés do Mediterrâneo em 1748, procedeu-se à reordenação e à modernização da tropa de mar, mudando a denominação das companhias existentes, deixando de ser conhecidas pelo nome do capitão que as mandava, e passando a partir de dezembro de 1749 a serem nomeadas por um sistema ordinal, tal como já se achava instaurado em muitos países europeus. Desta forma, em Cartagena ficaram constituídos um total de oito batalhões, compostos de seis companhias em cada um.
Em 1793, uma mulher, Ana María de Soto, fazendo-se passar por homem com o nome de Antonio María de Soto, se alista na 6ª companhia do 11º Batalhão de Marina, sendo licenciada com pensão e honras em 1798, ao descobrir-se que era mulher. É a primeira mulher Infante de Marinha do mundo.
Durante a Guerra civil espanhola um oficial de Infantaria de Marinha, Ambrosio Ristori da Quadra, foi condecorado com a Placa Laureada de Madrid em honras póstumas.

## Estrutura
As duas unidades principais da Infantaria de Marinha, dependentes do comandante geral do Corpo, são o Terço de Armada e a Força de Proteção (estabelecido um máximo de 4.680 efetivos, encontrando-se com 90 % de sua capacidade).

### Terço de Armada

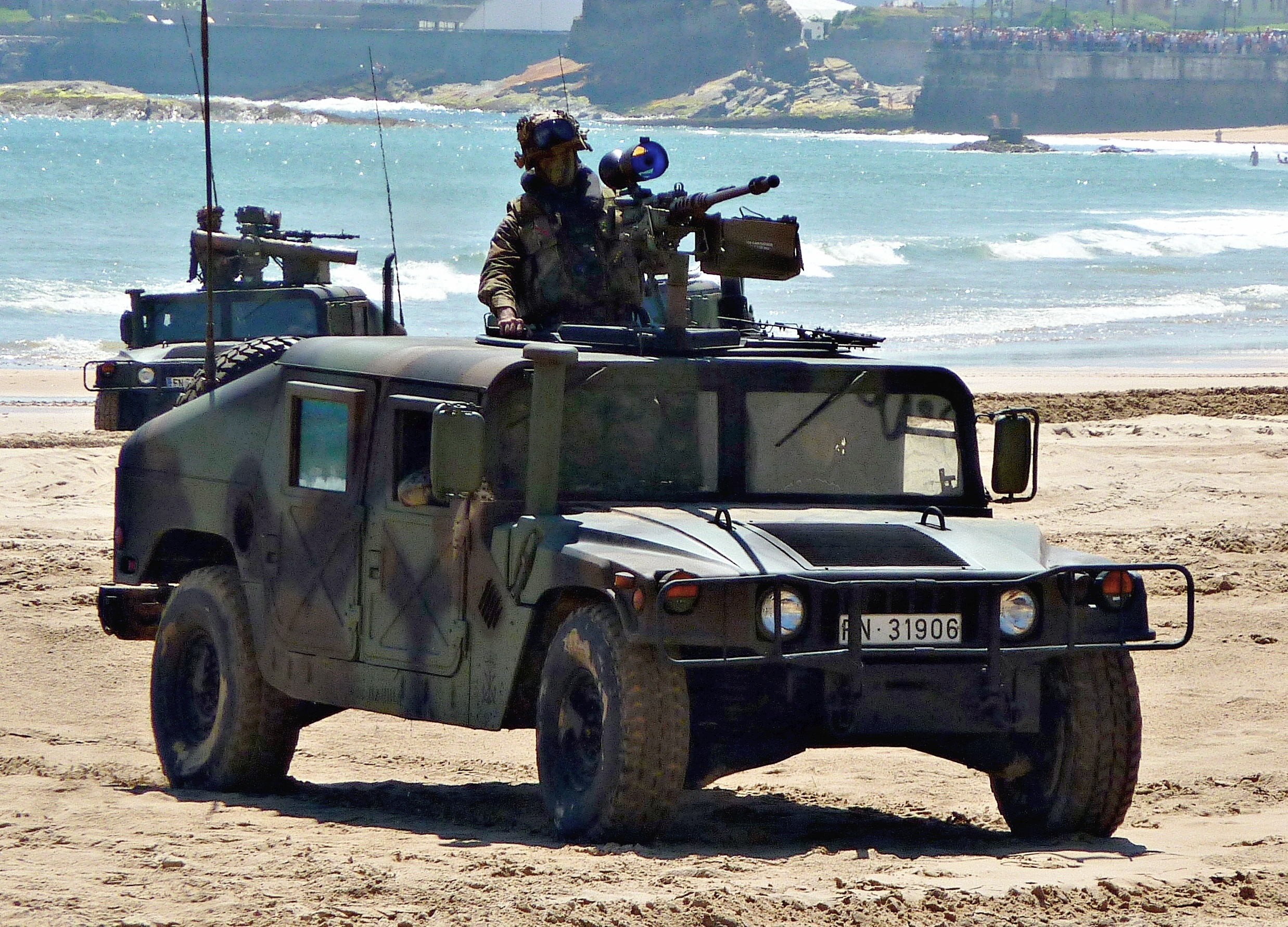
Um Humvee da Infantaria de Marinha, particularmente de um batalhão de desembarque armado com uma Browning M-2HB.

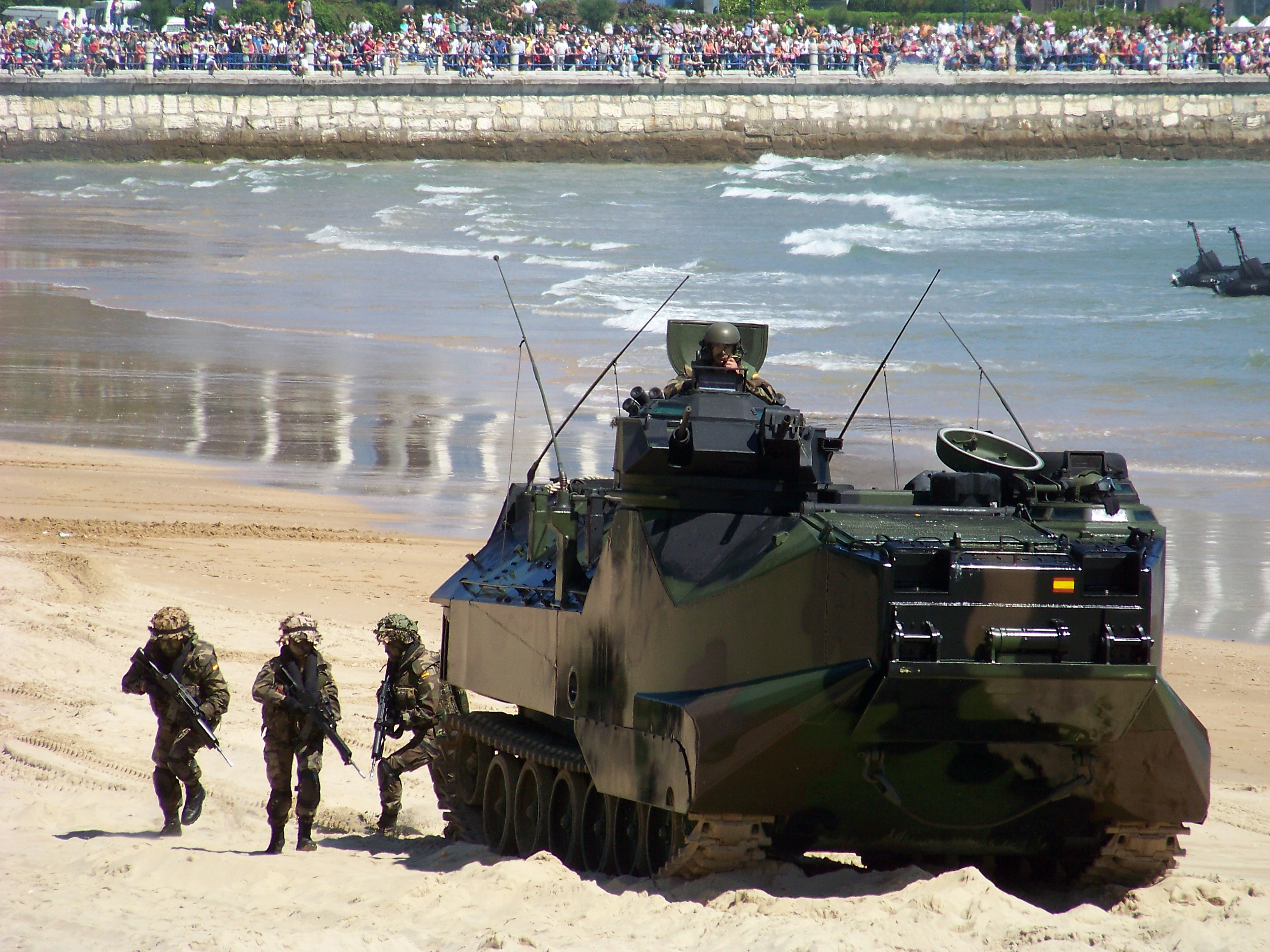
AAV-7P desembarcando fuzileiros na segunda praia do Sardinero em Santander.

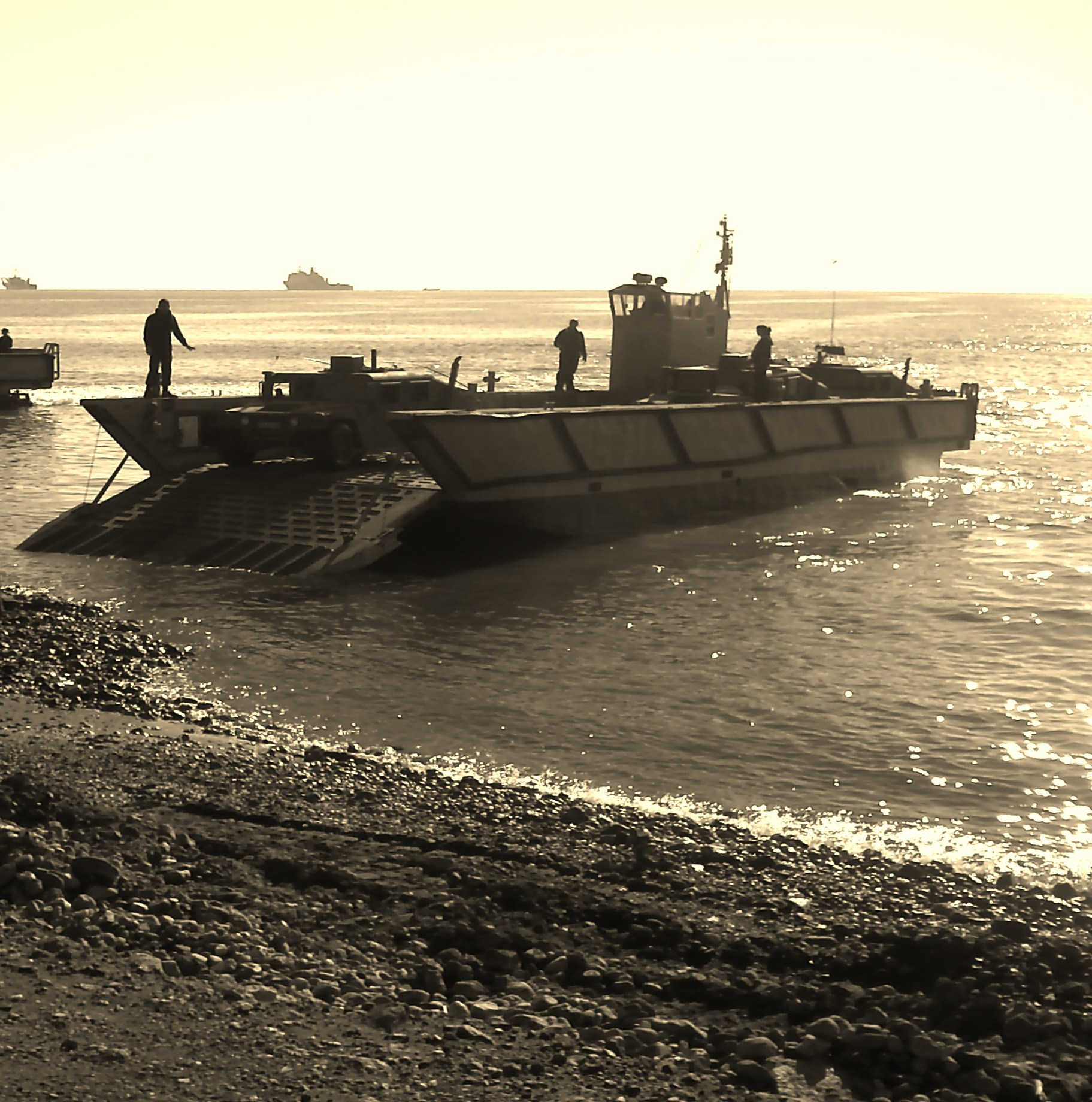
Uma LCM-1E desembarcando a Infantaria de Marinha no Andarax, Almería (2007).

O Terço de Armada (TEAR), situado em San Fernando (Cádis), é a Força Expedicionária de Infantaria de Marinha, e é a responsável por aquelas missões terrestres que se iniciam a partir do mar.  
- Brigada de Infantaria de Marinha (BRIMAR)

- Comando e Estado Maior do Tear.
  - Getear (general de brigada, comandante do Terço de Armada)
  - Sejebrimar (coronel segundo chefe Tear).
  - JEM. (tenente coronel chefe de Estado Maior)
  - Seção de Pessoal e Detall G-1
  - Seção de Inteligência e CIDI G-2
  - Seção de Operações G-3
  - Seção de Logístico G-4
  - Seção de Comunicações G-6
  - Secretária Tear
  - Primeiro Batalhão de Desembarque (BD-I)
    - Uma Companhia de Plana Maior e Serviços
    - Três Companhias de Fuzis (1ª, 2ª e 3ª Cías.)
    - Uma Companhia de Armas (4ª Cía.)

  - Segundo Batalhão de Desembarque (BD-II)
    - Uma Companhia de Plana Maior e Serviços
    - Três Companhias de Fuzis (5ª, 6ª e 7ª Cías.)
    - Uma Companhia de Armas (8ª Cía.)

  - Terceiro Batalhão Mecanizado (BDMZ-III)
    - Uma Companhia de Plana Maior e Serviços
    - Duas Companhias de Desembarque Mecanizadas (a 9ª e 10ª)
    - Uma Companhia de Carroças (a 11ª)
    - Uma Companhia de Armas

  - Grupo de Mobilidade Anfíbia (antigo Grupo de Armas Especiais (GRAE))
    - Companhia de Plana Maior e Serviços
    - Companhia de Zarpadores
    - Companhia de Veículos de Assalto Anfíbio Vários AAV-7P da I.M. em águas libanesas pintados com as cores da ONU
    - Companhia de Embarcações
    - Companhia Contracarro

Vários AAV-7P da I.M. em águas libanesas pintados com as cores da ONU

  - Grupo de Artilharia de Desembarco (GAD)
    - Bateria de Plana Maior e Serviços
    - Duas baterias de Artilharia, dotadas de peças Oto-Melara M-56 de 105/14 mm, rebocadas por caminhões
    - Uma bateria auto-propulsionada dotada de peças M-109 de 155 mm, com seus veículos de municiamento rápido M-992 FAASV  Obús autopropulsado M-109A2 em Egito como parte das manobras Bright Star 01

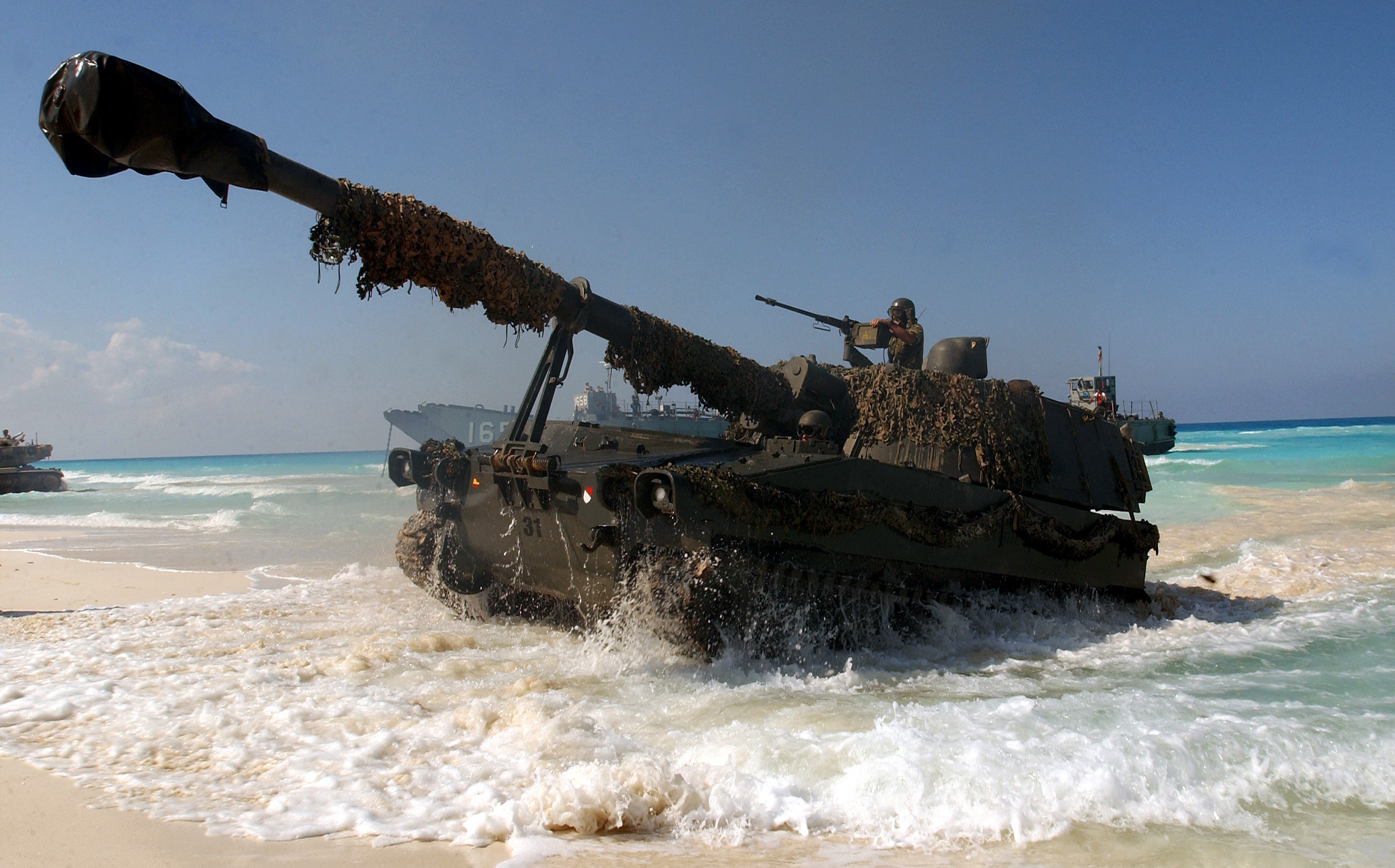
Obús autopropulsado M-109A2 em Egito como parte das manobras Bright Star 01

    - Uma bateria de Mísseis Antiaéreos Ligeiros Mistral, transportada em veículos Hummer
    - Uma Bateria de Coordenação e Controle de Apoio de Fogos (CCAF)

  - Grupo de Apoio de Serviço de Combate (GASC)
    - Companhia de Plana Maior e Serviços.
    - Companhia de Previdência.
    - Companhia de Transportes.
    - Companhia de Abastecimento.
    - Companhia de Manutenção.
    - Companhia de Organização e Movimento em Praia (OMP).

  - Batalhão de Quartel Geral (BCG)
    - Companhia TAR criada em 2012 e formada por alguns membros da antiga e dissolvida URECON (Unidade de reconhecimento 2009-2012) a qual substituta como "curinga" da legendaria e irrepetível antiga e já dissolvida UOE (Unidade de operações especiais 1952-2009).
    - Companhia de Quartel Geral.
    - Companhia de Comunicações.
    - Companhia de Inteligência.

### Força de Proteção
A Força de Proteção (FUPRO) é a encarregada de velar pela segurança das instalações e o pessoal da Armada (ao redor de 2000 efetivos), comandada por um general de brigada.
A FUPRO está formada por:

#### Terço do Norte (TERNOR)
Tem sua base no Quartel de Nossa Senhora das Dores, que se encontra na cidade de Ferrol (La Corunha).
- COMTERNOR.
  - 2º chefe e chefe da Plana Maior.
  - Suboficial maior
  - Serviço de Previdência.
  - S.E.A.
  - S-1 Pessoal
  - S-2/S-3 Inteligência / Operações.
  - S-4 Logística.
- Companhia de Segurança.
  - Seções de Segurança.
  - Equipas Operativas.
  - Unidade de Embarcações.
- Companhia de Guarnição.(Já extinta)
- Companhia de Polícia Naval.
  - Seção de P.N.
  - Seção Cinológica.
  - Equipa de Escoltas.
- Companhia de Plana Maior e Serviços.
  - Seção de Transportes.
  - Seção de Comunicações.
  - Seção de Serviços.
- Unidade de Música.

#### Terço do Sul (TERSUR)
Em San Fernando (Cádiz) e Rotaciona (Cádiz)
- COMTERSUR.
- Suboficial maior.
- Plana Maior.
  - S-1 Pessoal.
  - S-2/S-3 Inteligência/Operações.
    - Guarda Militar da Zona de San Carlos (GUMIZ).

  - S-4 Logística
- 3ª Companhia de Segurança.
  - Seção de Segurança.
  - Equipas Operativas.
- Companhia de Polícia Naval.
  - Seção Cinológica.
  - Seção de Polícia Naval.
  - Equipa de Escoltas.
- Unidade de Segurança do B.N. Rompida.
- Companhia de Plana Maior e Serviços.
  - Seção de Transportes.
  - Seção de Comunicações.
  - Seção de Embarcações.
  - Seção de Serviços.
- Unidade de Música.

#### Terço de Levante (TERLEV)
Em Cartagena (Múrcia)
- COMTERLEV.
- Suboficial maior.
- Plana Maior.
  - S-1 Pessoal.
    - Escritório de Apoio ao Pessoal.

  - S-2/S-3 Inteligência / Operações.
  - S-4 Logística.
- Chefia de Serviços.
  - Previdência.
  - S.E.A.
  - Unidade de Música.
- Unidade de Segurança.
  - Companhia de Segurança.
    - Seções de segurança
    - Equipas operativas
      - PL1N
      - PL2N
      - PL3N

  - Companhia de Polícia Naval.
  - Unidade Cinológica.
- Companhia de Plana Maior.
  - Comunicações.
  - Informática.
  - Sec. Serviços.
  - Sec. Transporte.

#### Agrupamento de Infantaria de Marinha de Madrid (AGRUMAD)
Em Madrid.
- Comandante AGRUMAD.
- Suboficial maior.
- Banda de Música.
- Chefia de Serviços.
  - S.E.A.
  - Previdência.
- Segundo comandante e chefe da Plana Maior.
  - Plana Maior.
    - S-1
    - S-2/S-3
    - S-4
- CIA e Dotação.
  - Seção de Transportes.
  - Seção de Comunicações.
  - Seção de Serviços.
- Unidade de Segurança.
  - Companhia de Segurança.
    - EOS (Equipas Operativas de Segurança)

  - CIA Polícia Naval.
    - Unidade Cinológica.

#### Unidade de Segurança do Comando Naval das Canárias (USCAN)
Nas Palmas de Grande Canária
- COMUSCAN.
- Suboficial maior.
- SEJA e Abastecimento.
- Plana Maior.
  - S-1 Pessoal.
  - S-2/S-3 Inteligência / Operações.
  - S-4 Logística.
  - Ou.C.B.
- Companhia de Segurança.
  - Seção de Segurança.
  - Unidade de Embarcações.
- Unidade de Polícia Naval.
  - Seção de P.N.
  - Unidade Cinológica.
  - Equipe de Escoltas.
- Unidade de Plana Maior e Serviços.
  - Seção de Transporte Auto.
  - Seção de Manutenção.
  - Seção de Comunicações

### Força de Guerra Naval Especial
É a força de operações especiais da Armada especializada em operações em ambiente marítimo, terrestre e de litoral. Está formada pelo antigo Comando de Guerra Naval Especial, a extinta Unidade de Operações Especiais da Brigada de Infantaria de Marinha (UOE) e a extinta Unidade Especial de Mergulhadores de Combate (UEBC). 

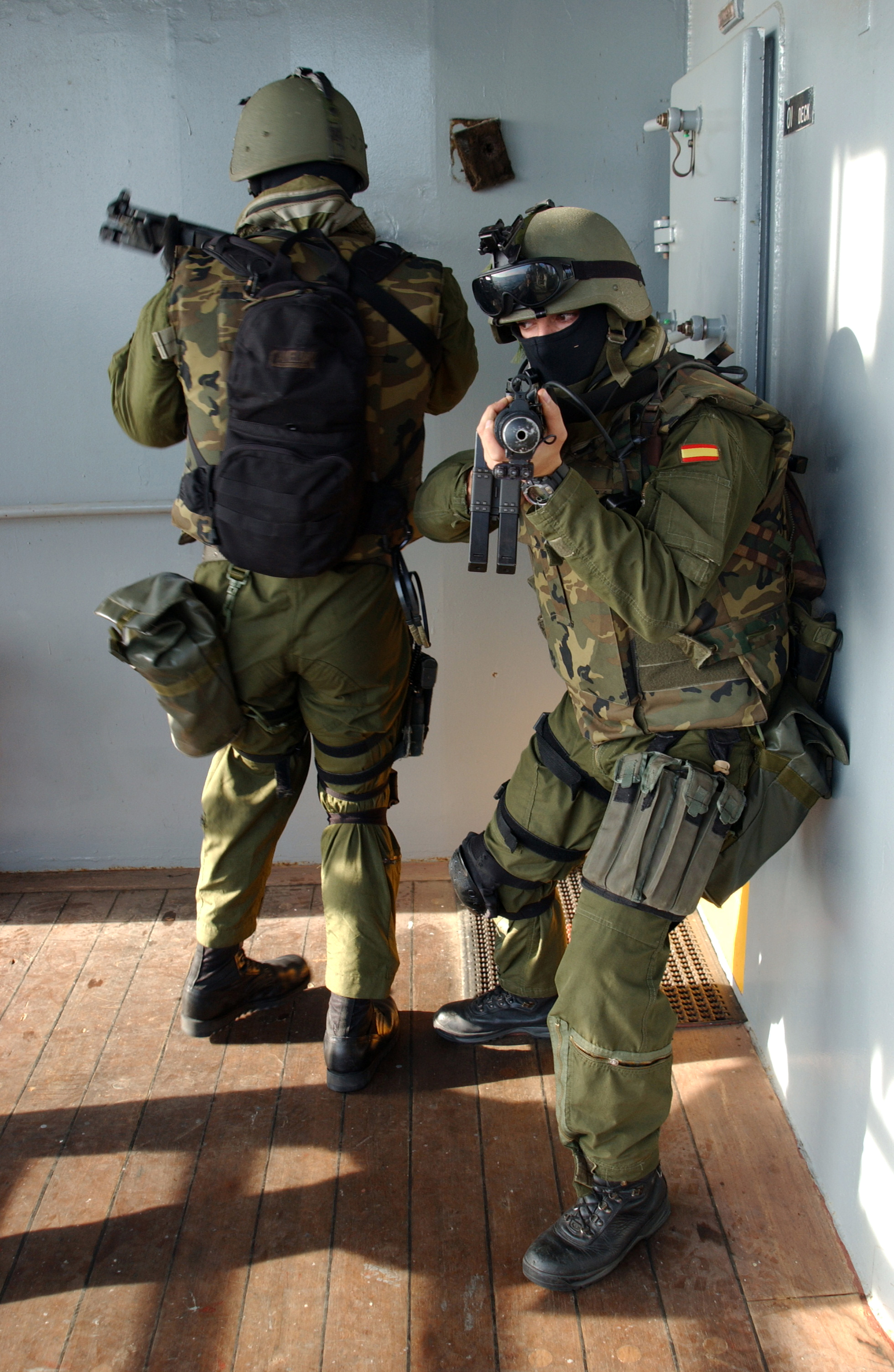
Membros da Unidade de Operações Especiais (UOE) durante umas práticas de abordagem.

Estas unidades agrupam-se em elementos com os seguintes componentes principais:
- Comando e controle: Grupo de Comando e Plana Maior e Pelotão CIS da Unidade de Plana Maior e Apoio
- Combate: Estoles
- Apoio de Combate (CSU): Unidade de embarcações e paraquedismo da Unidade de Plana Maior e Apoio.
- Apoio de Serviços de Combate (CSSU): Previdência, Abastecimento, Transporte, dobrado, Armas e Material e Cargo da Unidade de Plana Maior e Apoio

### Seção Martín Álvarez
Enquanto permaneceu ativo, o Porta-aviões Príncipe de Astúrias teve atribuída uma seção de Infantaria de Marinha embarcada, encarregada da Segurança e Controle do Navio, que também podia realizar operações MIO (Maritime Interdiction Operations, Operações de Interdicción Marítima) usando helicópteros ou embarcações semi-rígidas.

Uma vez que o navio iniciou seu processo de baixa, a Seção foi desativada e seus membros destinados a outras Unidades.

### Companhia Mar Oceano da Guarda Real
A Companhia Mar Oceano foi criada em 1 de dezembro de 1981, está enquadrada no Grupo de Honras da Guarda Real.
Sua organização é a de uma Companhia de Fuzis.

## Escola de Infantaria de Marinha Geral Albacete e Fuster

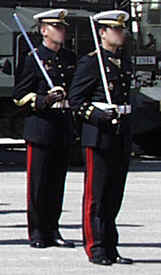
Infantes de Marinha da Espanha em uniforme de passeio.

A escola de Formação de Infantaria de Marinha está situada em Cartagena (Múrcia). Ali realizam-se todos e a cada um dos cursos de ascensão e aperfeiçoamento.
Há alguns anos, estava dividida em duas partes: a ESFORTIM (Escola de formação de Infantaria de Marinha), em Cartagena (Múrcia); e a EIM (Escola de Infantaria de Marina), situada em San Fernando (Cádiz). A primeira delas se dedicava exclusivamente aos cursos de capacitação a Soldado, Cabo e Cabo primeiro, bem como o curso de Aptidão de Polícia Naval. O resto dos cursos (no segundo ano do curso ascensão a Suboficial, Curso de condutor de veículos de combate, Curso Capacitação da UOE, etc.) realizavam-se na EIM.
Atualmente tudo está centralizado em Cartagena (Múrcia), exceto o primeiro ano do curso de ascensão a Suboficial (que se realiza na Escola de Suboficiais ESUBO) de San Fernando (Cádiz), e os cursos mistos com o resto da Armada.

## Polícia Naval
As Unidades da Polícia Naval estão organizadas basicamente para o desempenho, tanto em paz como em guerra, de missões específicas de segurança e ordem.
Cumprem as funções de vigilância de unidades e dependências da Armada, custódia, escolta e regulação de transporte e comboios militares, proteção de autoridades, identificação de pessoal e veículos, etc.  No exercício de suas funções têm o caráter de agentes de autoridade.

## Equipamento

### Armas de infantaria

#### Fuzil de assalto
- Heckler & Koch G36

#### Fuzil de franco-atirador
- Accuracy International Arctic Warfare
- Barrett M95

#### Subfuzil
- Heckler & Koch MP5

#### Metralhadora
- FN Minimi (5,56 NATO, 7,62 NATO)
- CETME Ameli
- Rheinmetall MG-3
- Browning M2

#### Armas antitanque
- Lanzacohetes C-100
- Lanzacohetes C-90C

### Artilharia
- Morteiro
- Obús autopropulsado M-109A2.[6]
- M-56

### Mísseisguiados
- TOW 2A (anti-tanque)
- Spike LR (anti-tanque)
- Mistral (antiaéreo)

### Veículos
- M-60A3 TTS
- Piranha IIIC 8x8
- AAV-7A1
- Humvee
- VAMTAC ST5 BN3

## Empregos e divisas
As divisas e galões de emprego vão colocados na bocamanga na modalidade "A" dos uniformes de diário, gala, etiqueta e grande etiqueta.

### Oficiais
| Código NATO        | OF-7               | OF-6    | OF-5            | OF-4       | OF-3    | OF-2    | OF-1    | OF-1 |
| ------------------ | ------------------ | ------- | --------------- | ---------- | ------- | ------- | ------- | ---- |
| Espanha            |                    |         |                 |            |         |         |         |      |
| General de Divisão | General de Brigada | Coronel | Tenente Coronel | Comandante | Capitão | Tenente | Alférez |      |

### Suboficiais e Tropa
| Espanha          |            |         |                   |          |            |            |            |            |            |            |               |               |      |      |                     |                     |                     |                     |                     |                     |         |
| Suboficial Maior | Subtenente | Brigada | Sargento Primeiro | Sargento | Cabo Maior | Cabo Maior | Cabo Maior | Cabo Maior | Cabo Maior | Cabo Maior | Cabo Primeiro | Cabo Primeiro | Cabo | Cabo | Soldado de Primeira | Soldado de Primeira | Soldado de Primeira | Soldado de Primeira | Soldado de Primeira | Soldado de Primeira | Soldado |

### Alunos e Aspirantes
| Código NATO        | OF-D                           | OF-D                           | OF-D                       | Oficiais Alunos            | Oficiais Alunos       | Suboficiales Alunos | Suboficiales Alunos | Suboficiales Alunos | Alunos MPTM |
| ------------------ | ------------------------------ | ------------------------------ | -------------------------- | -------------------------- | --------------------- | ------------------- | ------------------- | ------------------- | ----------- |
| Espanha            |                                |                                |                            |                            |                       |                     |                     |                     |             |
| Alférez (Aluno 5º) | Guardamarinha de 2º (Aluno 4º) | Guardamarinha de 1º (Aluno 3º) | Aspirante de 2º (Aluno 2º) | Aspirante de 1º (Aluno 1º) | Sargento Aluno 3º ano | Aluno 2º ano        | Aluno 1º ano        | Aluno MPTM          |             |

Atiras de peito "bolachas" usadas no uniforme árido pixelado.
| Código NATO | OF-7               | OF-6               | OF-5    | OF-4            | OF-3       | OF-2    | OF-1    | OF-1    |
| ----------- | ------------------ | ------------------ | ------- | --------------- | ---------- | ------- | ------- | ------- |
| Espanha     | General de Divisão | General de Brigada | Coronel | Tenente Coronel | Comandante | Capitão | Tenente | Alférez |
| Espanha     | General de Divisão | General de Brigada | Coronel | Tenente Coronel | Comandante | Capitão | Tenente | Alférez |

| Código NATO      | OR-9             | OR-9             | OR-9        | OR-9        | OR-9        | OR-9    | OR-8    | OR-8              | OR-7              | OR-7     | OR-6     | OR-6     | OR-6     | OR-6     | OR-6     | OR-6       | OR-5       | OR-5       | OR-5       | OR-5       | OR-5       | OR-5          | OR-4          | OR-4 | OR-3 | OR-3                | OR-2                | OR-2                | OR-2                | OR-2                | OR-2                | OR-2    | OR-1    | OR-1    | OR-1    | OR-1    | OR-1    | OR-1 |
| ---------------- | ---------------- | ---------------- | ----------- | ----------- | ----------- | ------- | ------- | ----------------- | ----------------- | -------- | -------- | -------- | -------- | -------- | -------- | ---------- | ---------- | ---------- | ---------- | ---------- | ---------- | ------------- | ------------- | ---- | ---- | ------------------- | ------------------- | ------------------- | ------------------- | ------------------- | ------------------- | ------- | ------- | ------- | ------- | ------- | ------- | ---- |
| Espanha          |                  |                  |             |             |             |         |         |                   |                   |          |          |          |          |          |          |            |            |            |            |            |            |               |               |      |      |                     |                     |                     |                     |                     |                     |         |         |         |         |         |         |      |
| Suboficial Maior | Suboficial Maior | Suboficial Maior | Subteniente | Subteniente | Subteniente | Brigada | Brigada | Sargento Primeiro | Sargento Primeiro | Sargento | Sargento | Sargento | Sargento | Sargento | Sargento | Cabo Maior | Cabo Maior | Cabo Maior | Cabo Maior | Cabo Maior | Cabo Maior | Cabo Primeiro | Cabo Primeiro | Cabo | Cabo | Soldado de Primeira | Soldado de Primeira | Soldado de Primeira | Soldado de Primeira | Soldado de Primeira | Soldado de Primeira | Soldado | Soldado | Soldado | Soldado | Soldado | Soldado |      |

## Membros famosos
O infante de marinha mais famoso de todos os tempos foi sem dúvida Miguel de Cervantes Saavedra, que combateu e foi ferido na batalha de Lepanto em 1571, bem como Pedro Calderón da Barca.

### Lope de Figueroa
Lope de Figueroa (Guadix ca. 1541-Monzón, 1585). Capitão, mestre de campo geral e capitão geral da costa do Reino de Granada, que participou em numerosas ações de guerra, entre as quais destacam a conquista da ilha dos Gelves, a guerra da Alpujarra e as batalhas de Lepanto e  da ilha Terceira. Em seu terço combateu como soldado Miguel de Cervantes.

### O granadero Martín Álvarez
Martín Álvarez Galã foi um soldado que participou na batalha naval do cabo de San Vicente o 14 de fevereiro de 1797, a bordo do «San Nicolás de Bari», distinguindo por seu valor, que foi reconhecido até pelo inimigo inglês. Pelos méritos contraídos na abordagem pelos ingleses do barco que tripulava foi promovido a cabo, ainda que previamente teve que aprender a ler e escrever, que não sabia. Por Real Ordem de 12 de dezembro de 1848 dispôs-se que sempre tenha um barco da Armada com o nome «Martín Álvarez».

### O soldado Manuel Lois García
Nascido o 22 de maio de 1912 Ordens (A Corunha), embarcou no cruzeiro Baleares durante a Guerra Civil, pelo bando insurgido.
Os fatos que ocorreram em 7 de setembro de 1937 ficam narrados no livro História da Infantaria de Marina espanhola de José Enrique Rivas Fabal, historiador do Corpo e antigo comandante geral do mesmo:
Otro impacto (del Crucero Libertad) en la chimenea barre la cubierta servida por la Infantería de Marina... Cae herido el comandante de la batería, alférez de navío don Miguel Pardo de Donlebun, y ve con terror cómo se hincha una caja de urgencia, lo que le hace pensar que arden los iluminantes...; consciente del peligro que ello representa para la seguridad del buque, grita: "¡Un voluntario para abrir esa caja!"... Se abre paso entre sus compañeros nuestro héroe, soldado Lois, telefonista del cañón número 4, sereno y consciente del peligro que corre... ase firmemente los cierres y abre la tapa. Recibe en su cuerpo toda la carga mortífera y queda de momento sumido en un mar de fuego... El espíritu del infante de marina se sobrepone a su dolor físico y coge con sus manos, hechas un ascua, una de aquellas cargas al rojo vivo.

Sus carbonizados músculos se niegan a obedecer a su férrea voluntad; cae al suelo, y en él empuja con su pecho el infernal artefacto, que rueda hacia el mar... El peligro ha pasado.
Llevado a la enfermería, le dice su comandante: "No te apures, Lois, que cuando te pongas bueno, te daré dos meses de permiso y un beso para tu madre..."

A las 18 horas expiraba el héroe; el bravo comandante, con lágrimas en los ojos, al tiempo que impone a sus restos la Medalla naval, le besa y dice: "Manuel Lois, te doy el beso prometido...
Foi-lhe concedida a título póstumo a Laureada de San Fernando (30-5-1939), B.Ou.153.
Pertencia às forças do Corpo de Ferrol (o que é hoje o Terço do Norte).

## Hino da Infantaria de Marinha (Marcha Heroica)
Infantes de Marina

marchemos a lutar

,
A Pátria engrandecer

e sua glória acrescentar

,
nobreza e valentia

nossos emblemas são

:
não abandonar a Ensina

ao ruído do canhão

e sim morrer por ela

é nossa obrigação

.
Não me chores mãe minha

se na luta tenho de ficar

que é dever do espanhol

pela Pátria

!
seu sangue derramar

.
A lutar, a lutar
bravos Infantes de Marina

;
a vencer ou morrer

por defender a nobre Espanha.

Por sua honra, por sua honra
lutemos todos sem cessar

até conseguir de nosso solo

a admiração do mundo inteiro

.

Infantes de marinha

marchemos a lutar

,
A Pátria engrandecer

e sua glória acrescentar

,
nobreza e valentia

nossos emblemas são

:
não abandonar a Ensina

ao ruído do canhão

e se morrer por ela

é nossa obrigação

.
Não me chores mãe minha

se na luta tenho de ficar

que é dever do espanhol

pela Pátria

!
seu sangue derramar

.
Glória aos valentes

que por mar e terra

heroicamente morreram

defendendo sua Bandeira

.
Sigamos seu exemplo

de valentia sem igual

,
que os Infantes de Marina

gloriosamente sabem triunfar

.

## Decálogo do infante de marinha
- 1º mandamento: Meu primeiro dever como infante de marinha é estar permanentemente disposto a defender a Espanha e entregar se fosse preciso minha própria vida
- 2º mandamento: Serei sempre respeitoso com meus comandos, leal com meus colegas, generoso e sacrificado em meu trabalho
- 3º mandamento: Estarei preparado para enfrentar com valor, abnegação e espírito de serviço qualquer missão designada à Infantaria de Marina
- 4º mandamento: Serei sempre respeitoso com as tradições do Corpo, estarei orgulhoso de sua história e nunca farei nada que possa desprestigiar seu nome
- 5º mandamento: Ajustarei minha conduta ao respeito das pessoas, sua dignidade e direitos serão valores que guardarei e exigirei
- 6º mandamento: Como Infante de Marinha a disciplina constituirá minha norma de atuação, praticá-la-ei e exigirei em todos os cometidos que se me atribuam
- 7º mandamento: Como Infante de Marina minha missão será sagrada em seu cumprimento: vencerei ou morrerei
- 8º mandamento: Aumentar a preparação física e mental será meu objetivo permanente
- 9º mandamento: Serei duro na fadiga, bravo no combate, nunca o desalento em meu peito aninhará, nobreza e valentia serão minhas emblemas
- 10º mandamento: Meu lema!... Valente por terra e por mar!